# Класичний реалізм (міжнародні відносини)

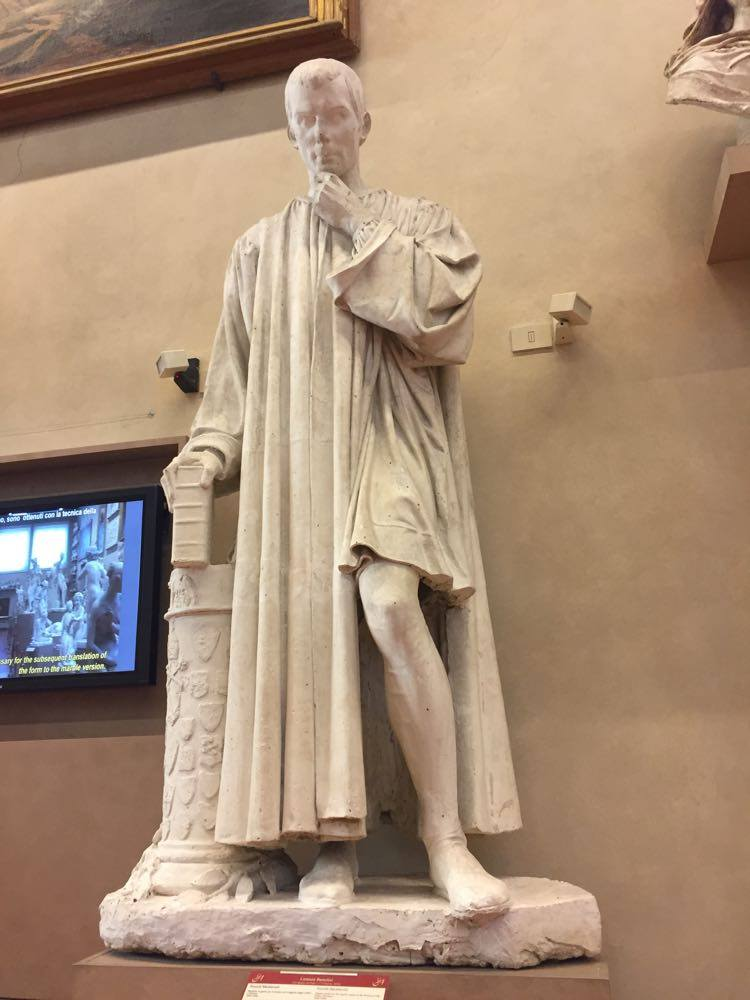
Статуя Нікколо Макіавеллі

Класичний реалізм — теорія міжнародних відносин від реалістичної школи думки. Реалізм випливає з припущень, що: держави є головними дійовими особами в системі міжнародних відносин, немає наднаціональної міжнародної влади, держави діють у власних інтересах і держави хочуть влади для самозбереження.  Класичний реалізм можна відрізнити від інших форм реалізму, оскільки він приділяє особливий акцент людській природі як ключовому фактору пояснення поведінки держави та причин міждержавного конфлікту.  Класична реалістична теорія сприймає песимістичний погляд на природу людини і стверджує, що люди не є по суті доброзичливими, а натомість є зацікавленими у власних інтересах і діють через страх чи агресію.  Крім того, він підкреслює, що ця людська природа відображена державами в міжнародній політиці завдяки міжнародній анархії. 
Класичний реалізм вперше виник у сучасній формі в міжвоєнний період (1918-1939 р.р.), Коли в цю епоху почало зростати академічне поле міжнародних відносин .  Класичний реалізм у міжвоєнний період розвивався як відповідь на поширеність ідеалістичних та утопічних теорій у міжнародних відносинах у той час.  В той час ліберальні вчені приписували конфлікт поганим соціальним умовам та політичним системам, тоді як видатні політичні діячі зосереджувались на створенні шанованого органу міжнародного права та інститутів управління міжнародною системою. Ці ідеї були піддані критиці реалістами протягом 1930-х років, які сперечалися проти утопічних та ідеалістичних поглядів на міжнародні відносини та ставили під сумнів їхню здатність запобігати конфлікту. Після 2-ї світової війни класичний реалізм став більш популярним як в академічній, так і в зовнішній політиці / дипломатичному середовищі. Нездатність міжнародної системи запобігти війні та конфлікт холодної війни, як наслідок, були ключовим фактором для цього.  Протягом 1960–70х р.р. Класичні реалістичні теорії зменшували свою популярність і ставали менш відомими, оскільки теоретики Структурних реалістів заперечували проти використання людської природи як основи аналізу, і натомість пропонували пояснити міждержавний конфлікт через анархічну структуру міжнародної системи більш емпіричним. 

## Теоретичні джерела
Письменники-класицисти-реалісти найперше черпали ідеї з ідей попередніх політичних мислителів, Ніколя Макіавеллі, Томаса Гоббса і Фукідіда  . Ці політичні теоретики не вважаються частиною сучасної школи класичного реалізму, але їх твори вважаються важливими для розвитку теорії. 

### Фукідід
Фукідід був давнім афінським істориком (460 до н.е. до 400 до н.е.). Твори Фукідіда містять значні паралелі із працями класичних реалістів. У "Діалозі Меліана" Фукідід критикує моралістичні аргументи, висловлені державами, стверджуючи, що натомість власний інтерес і державна влада мотивують держави, а ідеалістичні аргументи маскують це. Його твори стали важливою темою для дискусій у сфері міжнародних відносин.  Науковий інтерес до Фукідіда досяг найвищого періоду під час « холодної війни», коли вчені з міжнародних відносин проводили порівняння між двополярністю США та Росії та його оповіданням про конфлікт між Афінами та Спартою. Рустен описує вплив Фукідіда на міжнародні відносини як "після Другої світової війни багато американських політичних структур (і тих науковців, які їх викладали) читали Фукідіда як прототипового аналітика політики холодної війни". 

### Нікколо Макіавеллі
Нікколо Макіавеллі був політичним теоретиком і дипломатом у Флорентійській республіці (1469-1527)  . Його праця відрізнялася від традицій політичної теорії свого часу.  У своєму тексті Князь виступав за розмежування моралі та політики, тоді як на політичну теорію сильно впливали релігійні ідеали. Макіавеллі також стверджує, що люди повинні розглядати речі як не такі, якими вони мають бути, і виправдовував використання сили як засобу досягнення та досягнення. Праці Макіавеллі визначні в західній політичній науці, і це поширилося на сферу міжнародних відносин, де його праці стали джерелом дискусій про ліберальні та реалістичні погляди. 

### Томас Гоббс
Томас Гоббс був англійським політичним філософом (1588-1679).  Основна увага Гоббса була не на міжнародних відносинах, але він вплинув на класичну реалістичну теорію через описи людської природи, теорії держави та анархії та його спрямованість на політику як на змагання за владу.  Теорія Гоббса про «міжнародний стан природи» випливає з його концепції про те, що світ без уряду призводить до анархії.  Це поширюється на концепцію Гоббса про " природному стані ", що є гіпотетичним сценарієм щодо того, як люди жили до утворення суспільств та ролі товариств у обмеженні природних прав чи свобод для створення порядку та потенційного миру. Через відсутність міжнародного суспільства міжнародна система вважається постійно анархічною. Майкл Сміт описує значення цієї теорії для реалізму як «стан Гоббса» залишається визначальною рисою реалістичної думки. Його уявлення про міжнародний стан природи як воєнного стану поділяє практично кожен,хто називає себе реалістом ". 

## Припущення та теорії

### Людська природа
Класична реалістична теорія пояснює міжнародні відносини через припущення про природу людини .  Теорія песимістична щодо поведінки людини і підкреслює, що люди в першу чергу мотивовані власним інтересом, а не вищими моральними чи етичними прагненнями. Теорія власної зацікавленості диктується основними первинними емоціями, наприклад, Томас Гоббс описав страх чи агресію як основні мотивації.  Людська природа не вважається змінною, а керується лише тоді, коли вона розміщена в межах соціуму.  Класичний реалізм має песимістичний погляд на людську природу, але точну форму, яку він набуває, ще обговорюють, оскільки деякі класичні реалісти зосереджуються на власних інтересах та прагненні до виживання як на головних аспектах людської природи, тоді як інші вважають, що людині властиві жорстокість, егоїстичність та дикунство. 
Реалісти-класики вважають, що їх песимістичне бачення природи людини відбивається на політиці та міжнародних відносинах.  Ганс Моргентау у своїй книзі "Політика серед націй" зазначає, що "політикою керуються об'єктивні закони, що мають коріння в людській природі" . В теорії підкреслюється, що міжнародні відносини формуються тенденціями людської природи, оскільки вони не змінюються, а лише контролюються вищою силою, такою як державний порядок виконання.  Завдяки анархічній міжнародній системі, що означає, що в міжнародній системі немає центральної влади, держави є нестримними через відсутність порядку і внаслідок цього можуть вільно виражати свою людську природу. 

### Розуміння держави
Класична реалістична теорія розглядає державу як найбільш значущу одиницю аналізу і розуміє, що вона є більш онтологічно значущою, ніж структура міжнародної системи.  Класична реалістична теорія приписує значне агентство державним акторам і вважає, що в міру зміни держав так само змінюється і міжнародна система. Це суперечить неореалістичній теорії, яка стверджує, що структура міжнародної системи є онтологічно вищою і розглядає держави як єдине значення, їх розглядають як раціональних суб'єктів, об'єктивно підпираючи свої національні інтереси . Реалісти-класики не розглядають держави як унітарні та визнають, що вони формуються як відносинами держави до суспільства, так і міжнародними нормами; завдяки цій концепції держави вони не розглядають дії держави як сутнісно раціональні досягнення національних інтересів. 
При аналізі міжнародної системи класичні реалісти розмежовують між ревізіоністськими державами та державами із статусом-кво .  Це означає, що вони намагаються зрозуміти, які держави прагнуть створити новий міжнародний порядок, як це впливає на міжнародну безпеку і перетворюється на акти агресії чи причини війни. Це суперечить неореалістичній теорії, яка має унітарний погляд на держави і тому не враховує ролі ревізіонізму в обліку державної агресії в міжнародній системі. 

### Державне прагнення до влади
Класичні реалісти пояснюють державний конфлікт та прагнення до влади, припускаючи, що вони є результатом людської натури.  Теоретизовано, що всередині людської природи існує прагнення до влади, яка спонукає держави до накопичення її.  Держави розуміють як відображення людської природи, і анархічна міжнародна система не вважається першопричиною прагнення до влади, а натомість сприяє. Що стосується пояснення держав, які прагнуть до влади, то класичний реалізм виразний, оскільки пізніші теорії надають менше уваги припущенням про природу людини, а натомість зосереджуються на структурі міжнародної системи.  Неореалістичні вчені стверджують, що держави шукають безпеки і пояснюють прагнення до влади як засіб створення безпеки, що протиставляє теорії класичної реалістичності.  Сучасні науковці з міжнародних відносин відзначили, що класичні реалісти дискутували про те, наскільки прагнення до влади є властивим біологічним приводом на відміну від того, щоб влада була методом самозбереження. 

### Баланс сил
Співвідношення сил - це ключовий аналітичний інструмент, який використовується реалістичною теорією.  У співвідношенні сил у класичному реалізмі є два ключові аспекти:  По-перше, розуміється, що баланс сил є ненавмисним результатом великої конкуренції за владу, яка виникає через постійне прагнення влади кількома домінуючими державами  над іншими провідними врівноваженими. По-друге, баланс сил також розуміється як зусилля держав створити рівновагу за допомогою використання ідеальних чи матеріальних сил, таких як союзи. Реалісти вважають баланс сил настільки бажаним, оскільки це створює нездатність домінувати над іншою державою, а тому забезпечує безпеку, оскільки менше шансів, що держави вступатимуть у конфлікт чи війну, в якій вони не зможуть перемогти. 
Реалісти також теоретизують, що співвідношення сил призводить до "дилеми безпеки".  Дилема щодо безпеки - це сценарій, коли одна держава збільшує свою владу, щоб захистити себе і створити безпеку, але це спонукає інші держави нарощувати свою владу, що призводить до спірального ефекту, коли обидві сторони мають намір постійно збільшувати свої оборонні можливості, незважаючи на те, що вони не бажають конфліктувати. Реалісти-класики часто ставлять акцент на неминучість цього процесу через фокус на песимістичному розумінні людської природи як егоїстичні провідні держави, які постійно прагнуть влади.  Це протиставляє неореалістів, які підкреслюють, що дилема безпеки не є неминучою, а натомість часто є пророцтвом, що самореалізується. 

### "Шість принципів політичного реалізму" Ганса Моргентау
Друге видання книги Ганса Моргентау «Політика серед народів» містить розділ «Шість принципів політичного реалізму», який становить найвідомішу частину книги.   Значення Ганса Моргентау для міжнародних відносин та класичного реалізму було описано Томпсоном у 1959 році як «значна частина літератури міжнародної політики - це діалог, явний чи ні, між Моргентау та його критиками».  Шість принципів політичного реалізму Моргентау(перефразовані) такі:  Міжнародна політика регулюються законами, отриманими з людської природи.  Реалізм, що аналізує владу і владу, дозволяє здійснювати національний інтерес, тобто національний інтерес визначається як влада.  Реалізм визнає моральну значимість політичних дій, але визнає необхідність аморальності для успішної політики.  Політичний реалізм не ототожнює мораль конкретної нації з загальною мораллю. 

## Основні дебати
Протягом 1920-х та 1930-х років відбулася « перша велика дискусія» у міжнародних відносинах між реалістами та ідеалістами.  Деякі сучасні історики, однак, оскаржують це твердження і натомість припускають, що це надто спрощує більш широку серію дискусій.  У міжвоєнний період лібералізм був домінуючою парадигмою в теорії міжнародних відносин, але це заперечували теоретики класичних реалістів.  Публікація Е. Карра " двадцятирічна криза " вважається центральною для аргументів класичного реалізму в цей період часу.  Карр сперечався проти утопічних та ідеалістичних поглядів на міжнародні відносини, а також заслуги та успіх Ліги Націй. Після Другої світової війни та нездатності системи міжнародних відносин не допустити війни, багато хто вважав це перемогою реалістичної теорії. 

### Неореалізм і класичний реалізм
Протягом 1960-х та 1970-х років відбулася « друга велика дискусія» про міжнародні відносини.  Після революції в поведінці вчені почали робити новий акцент на створенні більш емпіричної методології аналізу міжнародних відносин. Неореалістичні вчені критикували те, як вчені-класицистичні реалісти створили методології, у яких не вистачало стандартів доведення, щоб вважати науковими теоріями.  Класичні реалісти підкреслювали людську природу як основну форму пояснення міжнародної системи; Неореалісти натомість наголошували на міжнародній структурі. Теорія міжнародної політики Кеннета Вальса була критичним текстом у цій дискусії, оскільки він стверджував, що міжнародна анархія є основним елементом міжнародної політики.  Після цієї епохи класичні реалістичні доктрини стали менш помітними на користь неореалізму. 